# Thalamoporella hawaiiana
Thalamoporella hawaiiana är en mossdjursart som beskrevs av Jacqueline A. Soule 1970. Thalamoporella hawaiiana ingår i släktet Thalamoporella och familjen Thalamoporellidae. Inga underarter finns listade i Catalogue of Life.